# Paimon

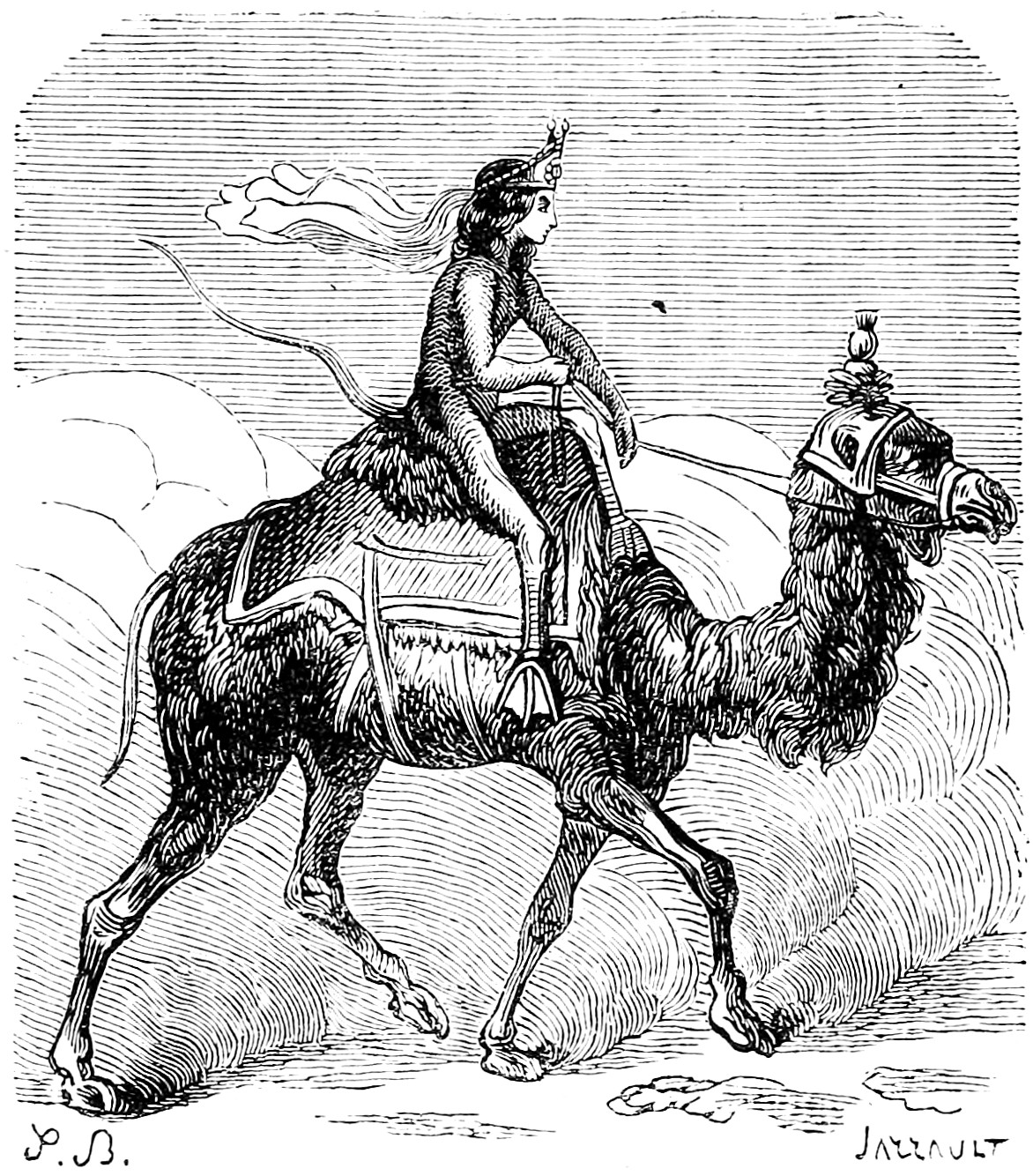
Paimon nel Dizionario infernale di Collin de Plancy del 1863

In demonologia, Paimon o Paymon è uno dei re dell'inferno. 
Più di ogni altro re, è fedele a Lucifero. Se appare agli esorcisti, lo fa con il corpo di un uomo che cavalca un dromedario, ma con il viso di donna, incoronato da un diadema di pietre preziose; si dice che la sua voce sia il suono di un tuono. Ha la capacità di dare il potere di influenzare gli altri, posizione sociale e onore. 
Comanda duecento legioni, parte dell'ordine degli angeli, parte di quello delle potenze. 
Se viene evocato tramite un sacrificio o una libagione, appare accompagnato dai due grandi re Bebal e Abalam e altri dignitari.
Il demone è protagonista del film Hereditary - Le radici del male (2018).